# Dindrane
Dindrane (scritto anche Dandrane o Dindraine) è, nella materia di Bretagna, la sorella dell'eroe Parsifal, con cui partecipa alla ricerca del Santo Graal.

## Nome e apparizioni
Viene nominata nel Perlesvaus, mentre nel testo italiano Tavola Ritonda è chiamata Agrestizia, e in altre opere precedenti al ciclo della vulgata, Heliabel. Una sorella di Parsifal compare, senza essere nominata, nella Queste del Saint Graal e ne La morte di Artù, il che ha portato alcuni commentatori a ritenere che si tratti di un personaggio distinto.

## Leggenda
Nel Perlesvaus, Dindrane informa suo fratello del pericolo che minaccia la sua casa: il padre di Parsifal è morto in azione mentre era via. Sua madre, in quanto vedova, è minacciata di perdere i suoi averi, motivo per cui manda sua figlia a trovare suo fratello, che solo può salvarli. Dopo ricerche infruttuose, Dindrane parte per la corte del re per chiedergli aiuto. Quindi, su consiglio di un eremita, va alla ricerca della Sindone nel Cimitero Periglioso e ne porta a casa un frammento per portare loro fortuna.
Nella Queste del Saint Graal (il racconto de La morte di Artù è simile), la si incontra per la prima volta al ritorno del fratello (a volte fratellastro) al castello della madre, dove lei lo informa che la madre è morta. Parsifal la lascia alle cure del loro zio eremita o (in altri testi) al castello delle fanciulle. Successivamente la fanciulla incontra Parsifal, Galahad e Bors, dicendo loro chi è. Procede a informarli della Spada dalla Strana Cintura, della magica Nave di Salomone, dell'Albero della Vita e di altri aspetti del suo destino. I viaggiatori salgono a bordo della nave di Salomone, intenti a completare la mistica ricerca del Graal. Dopo aver lasciato la nave, incontrano un castello con una signora lebbrosa; dato che solo il sangue di una fanciulla può curare la lebbra della castellana, la sorella di Parsifal decide di donare il suo, ma soccombe alla perdita di sangue e muore. Secondo il suo ultimo desiderio, il suo corpo viene portato alla deriva su una barca (senza equipaggio) fino alla città santa di Sarraz. In alcune versioni, Lancillotto (il padre di Galahad) trova la sua nave e la seppellisce a Palais Esperitel; in altre, viene sepolta da Galahad e Bors quando sbarcano al porto di Sarraz (dopo di che procedono alla conquista del Graal).

## Analisi
Secondo Anna Caughey, il ritratto di Thomas Malory della sorella di Percival nel suo La Morte di Artù del XV secolo la caratterizza con una "presa del potere e dell'azione insolita per una donna maloriana, che è stata precedentemente vista solo in figure ambivalenti o francamente malvagie, come la Dama del Lago o la Fata Morgana".